# Arlington Station
Arlington Station es un área no incorporada ubicada en el condado de Riverside en el estado estadounidense de California.

## Geografía
Arlington Station se encuentra ubicada en las coordenadas 33°54′51″N 117°26′28″O / 33.91417, -117.44111.